# Alexander Fjodorowitsch Makarow
Alexander Fjodorowitsch Makarow, russ. Александр Фёдорович Макаров (* 11. Februar 1951 in Kassimow, Oblast Rjasan) ist ein ehemaliger sowjetischer Leichtathlet, der in den 1970er Jahren als Speerwerfer aktiv war. Er ist Vater des Speerwerfers Sergei Makarow.

## Karriere
Seinen ersten Erfolg konnte er im Jahr 1970 bei den Junioreneuropameisterschaften in Paris verbuchen, wo er mit 74,92 m lediglich dem Finnen Aimo Puska (76,98 m) unterlag.
Alexander Makarow nahm an drei Europameisterschaften – 1971 in Helsinki, 1974 in Rom und 1982 in Athen teil. 1971 und 1974 scheiterte er jedoch bereits in der Qualifikation. 1974 verfehlte er die geforderten 78 m nur um 8 cm. 1982 dagegen gelang ihm mit 80,74 m der Einzug ins Finale. Dort steigerte er sich auf 86,08 m, blieb jedoch um mehr als drei Meter hinter dem Drittplatzierten Detlef Michel aus der DDR und wurde Sechster.
Im Jahr 1977 kam er beim Finale des Europacups in Turin mit 82,26 m auf Platz 3 hinter Wolfgang Hanisch (1. mit 88,68 m) und Michael Wessing (2. mit 87,38 m).
Bei seiner einzigen Olympiateilnahme 1980 in Moskau war er offensichtlich in der Form seines Lebens. Dort warf er eine fabelhafte Serie:
- 85,84 m – 83,84 m – Ø – 84,40 m – 88,04 m – 89,64 m

Nur der Lette Dainis Kūla war an diesem Tag mit 91,20 m besser. Makarov gewann die Silbermedaille vor dem DDR-Athleten Wolfgang Hanisch.
Im Schatten von Jānis Lūsis stehend, gewann Makarow nur eine einzige sowjetische Meisterschaft (1974, 83,70 m).